# Малий Лип
Мали́й Лип (рос. Малый Лып) — річка в Пермському краї (Великососновський район) та Удмуртії (Шарканський район), Росія, права притока Лип.
Починається на північний схід від села Верхні Ківари Шарканського району і тече територією Удмуртію всього 2 км. Протікає на південний схід, впадає до Липу навпроти села Кожино. Похил річки становить 7,3 м/км.
Русло нешироке, у верхній течії пересихає. В Фільках збудовано став. Приймає декілька дрібних приток, найбільшою з яких є ліва Коза та права Крута Річка.
Над річкою розташовані села Фільки та Нижній Лип.
1. ↑  GEOnet Names Server — 2018.